# Wilamowo (folwark)
Wilamowo – dawny folwark w miejscowości Wilamowo, położonej obecnie w Polsce położony w województwie podlaskim, w powiecie łomżyńskim, w gminie Przytuły.

## Historia
W 1885 roku Wilamowo, zwane wówczas Wilamów leżało w gminie Kubra, w powiecie kolneńskim. W folwarku było 8 budynków murowanych i 9 drewnianych oraz młyn wodny. Zajmował obszar 1637 mórg.
W latach 1921–1939 folwark leżał w województwie białostockim, w powiecie kolneńskim (od 1932 w powiecie łomżyńskim), w gminie Przytuły.
Według Powszechnego Spisu Ludności z 1921 roku folwark zamieszkiwało 108 osób, 102 było wyznania rzymskokatolickiego a 6 mojżeszowego. Jednocześnie wszyscy mieszkańcy zadeklarowali polską przynależność narodową. Były tu 3 budynki mieszkalne. Miejscowość należała do miejscowej parafii rzymskokatolickiej w m. Romany. Podlegała pod Sąd Grodzki w Stawiskach i Okręgowy w Łomży; właściwy urząd pocztowy mieścił się w m. Stawiski.